# At the Gate of Sethu
At the Gate of Sethu ist das siebte Album der Technical-Death-Metal-Band Nile; es wurde am 29. Juni 2012 bei Nuclear Blast veröffentlicht.

## Entstehung
Das Album ist der Nachfolger zu ihrem Tonträger Those Whom the Gods Detest aus dem Jahr 2009. Die Band schrieb vom  Mai 2011 bis März 2012 an den Werken des Albums. Den Albumtitel erklärte Sanders folgendermaßen: „Das Tor von Sethu ist eines von vielen Toren, durch die der Sonnengott Ra gehen muss, auf seiner Reise durch die Dunkelheit und die Stunden der Nacht, um letztendlich in der Morgensonne wiedergeboren zu werden, im Zeichen von Triumph und Ruhm“. Das Schlagzeug wurde im Soundlab Studios in Columbia, South Carolina, aufgenommen, während die übrigen Aufnahmen im Serpent Headed Studio stattfanden. Abgemischt wurde das Album im Narcotic Wasteland Studio von Neil Kernon, welcher auch erneut als Produzent tätig war. Als Gastsänger waren bei den Aufnahmen Jason Hagan, Jon Vesano und Mike Breazeale vertreten.

## Titelliste
1. Enduring the Eternal Molestation of Flame – 4:29
2. The Fiends Who Come to Steal the Magick of the Deceased – 4:30
3. The Inevitable Degradation of Flesh – 5:31
4. When My Wrath Is Done – 3:12
5. Slaves of Xul – 1:25
6. The Gods Who Light up the Sky at the Gate of Sethu – 5:43
7. Natural Liberation of Fear Through the Ritual Deception of Death – 3:31
8. Ethno-Musicological Cannibalisms – 1:43
9. Tribunal of the Dead – 5:55
10. Supreme Humanism of Megalomania – 4:37
11. The Chaining of the Iniquitous – 7:05

Eine auf 1.000 Stück limitierte Auflage enthielt folgende Bonuslieder:
1. Enduring the Eternal Molestation of Flame (Instrumentalversion) – 4:06
2. The Inevitable Degradation of Flesh (Instrumentalversion) – 5:31

## Musikstil und Texte
Wie bei den bisher erschienenen Alben befasste sich At the Gate of Sethu mit ägyptischer Mythologie. Gemäß Michael Edele von Laut.de habe sich Nile im Laufe ihrer Karriere kaum verändert und schrieb, dass die Band so evolutionsresistent wie ein Krokodil sei, sodass es schon fast ungerecht sei, einer Band wie Cannibal Corpse vorzuwerfen, immer wieder das gleiche Album zu veröffentlichen. Die Lieder werden meist schnell gespielt, wobei gelegentlich schleppende Lieder wie When My Wrath Is Done eingestreut werden. Im Vergleich zum Vorgänger haben die atmosphärischen und orientalisch anmutenden Klänge wieder zugenommen. Der Gesang wurde abwechslungsreich gestaltet. Vor allem das Schlagzeug wird meist extrem schnell gespielt, das von stormbringer.at als „fast schon unmenschlich“ beschrieben wird. Lieder wie The Chaining Of The Iniquitous lassen zudem Einflüsse aus dem Doom Metal erkennen. Das Lied Tribunal of the Dead wird als eine Mischung aus Morbid Angel und Deicide bezeichnet. Robert Müller vom Metal Hammer erkannte in dem Album erstmals progressive Züge, sodass er sich, in Kombination mit der Produktion, an die späten Death erinnert fühlte.

## Kritiken
Michael Edele von Laut.de fand vor allem den „Sound von Neil Kernon gewöhnungsbedürftig, weil er anscheinend den Bass vergessen hat, was die Sache vordergründig ein wenig dünn erscheinen lässt“. Die Lieder seien nur gelegentlich eingängig, doch „wer eingängige, leicht zu konsumierende Musik will, greift auch nicht zu Nile“. Edele vergab vier von fünf möglichen Punkten. In der Leserwertung erreichte das Album drei Punkte. Robert Fröwein von stormbringer.at schrieb, dass sich das Album auf dem gleichen Niveau wie Those Whom the Gods Detest bewege, jedoch komme es nicht an die Klassiker wie In Their Darkened Shrines und Annihilation of the Wicked. Fröwein vergab vier von fünf Punkten. Florian Hefft von metal.de schrieb, das Nile zwar immer noch sie selbst seien, jedoch komme das Album an Alben wie Annihilation of the Wicked oder Ithyphallic nicht heran. At the Gate of Sethu sei etwas halbgar und teils sogar belanglos. Dies werde vor allem bei dem Lied The Fiends Who Come to Steal the Magick of the Deceased deutlich, das wie ein willkürlicher Zusammenschnitt aus verschiedenen Teilen wirke. Hefft vergab sechs von zehn Punkten. Laut Robert Müller vom Metal Hammer habe sich die Band etwas weiterentwickelt. Das Album komme jedoch nicht an  Those Whom the Gods Detest oder In Their Darkened Shrines heran und vergab fünf von sieben Punkten.